# Arkady Sobolev
Arkady Aleksándrovich Sóbolev (en ruso: Арка́дий Алекса́ндрович Со́болев, Gálich, 1903-Moscú, 1964) fue un diplomático soviético.

## Biografía
Nació en un pequeño poblado cercano a la localidad de Gálich en la Gobernación de Kostromá. Comienza su carrera como trabajador industrial en San Petersburgo a los 19 años, uniéndose al partido comunista en 1920. Posteriormente ingresó al Instituto de Ingeniería Eléctrica de Leningrado (San Petersburgo). Trabajó como ingeniero eléctrico y en 1936 integró la delegación soviética en una conferencia mundial sobre electricidad.
En 1939, ingresa a la Comisaría del Pueblo de Asuntos Exteriores, y en 1940 es enviado a la embajada soviética en Bulgaria. Entre 1942 y 1945. fue consejero de la embajada soviética en el Reino Unido, y entre 1945 y 1946, jefe del departamento político de la Administración Militar Soviética en Alemania. En 1944 integró la delegación soviética que participó en la Conferencia de Dumbarton Oaks, y al año siguiente en la Conferencia de San Francisco.
Fue secretario general adjunto de Asuntos Políticos y del Consejo de Seguridad desde el 17 de febrero de 1946 hasta el 28 de marzo de 1949 en la Organización de las Naciones Unidas, trabajando bajo el secretario general Trygve Lie. En este período llegó a ejercer la Secretaría General de la ONU de forma interina, durante los viajes internacionales de Lie. Posteriormente, fue embajador soviético en Polonia entre 1951 y 1953.
El 12 de abril de 1955, presentó sus cartas credenciales ante el secretario general Dag Hammarskjöld, como representante permanente de la Unión Soviética ante la Organización de las Naciones Unidas. Previamente ejerció como representante interino tras el fallecimiento de Andréi Vyshinski. Fue presidente del Consejo de Seguridad de las Naciones Unidas durante los meses de abril de 1955, febrero de 1956, marzo de 1957, febrero de 1958, febrero de 1959, y enero de 1960. En el Consejo de Seguridad y la Asamblea General, participó en los debates referidos a las crisis sobre el Canal de Suez y Hungría en 1956 y el Líbano y Jordania en 1958.
Entre 1960 y 1964, fue viceministro de relaciones exteriores de la Unión Soviética. Falleció en Moscú después de una larga enfermedad.